# The Art of War (Ralph-Peterson-Album)
The Art of War ist ein Jazzalbum von Ralph Peterson. Die am 16. Januar 2001 in den Systems Two Recording Studios, Brooklyn, entstandenen Aufnahmen erschienen 2001 auf Criss Cross Jazz.

## Hintergrund
Schlagzeuger Ralph Peterson präsentierte auf dem Album alte und neue Eigenkompositionen, dargeboten in Quintettbesetzung. Die Band besteht aus dem Trompeter Jeremy Pelt und dem Saxophonisten Jimmy Greene an der Frontline; die Rhythmusgruppe aus Orrin Evans am Piano, Eric Revis am Bass und dem Bandleader selbst am Schlagzeug. Das Album beginnt mit dem Titelstück „The Art of War“, einem Song, der stark an den klassischen Blue-Note-Sound erinnert, der von Musikern wie Joe Henderson, Wayne Shorter und Art Blakey populär gemacht wurde, notierte David R. Adler. „A Choice Not Taken“, eine langsame, vom Bossa Nova inspirierte Nummer, die von Sopransaxophon/Flügelhorn-Harmonien geprägt ist, wurde als weiteres neue Original gespielt. Vier weitere Titel sind Wiederholungen früherer Peterson-Alben: das funkbasierte „Freight Train“, der wehmütige „All My Tomorrows“, sowie „Smoke Rings“ und „Monief“. Orrin Evans steuerte die Abschlussnummer „Big Jimmy“ bei, die er unter seinem eigenen Namen 1997 auf seinem Nonett-Album Captain Black für Criss Cross aufgenommen hatte (mit Peterson am Schlagzeug).
Jeremy Pelt ist ausführlich in „Portrait of Jenny“ herausgestellt, einem Titel, den Clifford Brown als Vehikel für sein Balladenspiel genutzt hatte. Der Song stammt aus der Filmmusik zu dem gleichnamigen Fantasyfilm von 1948 unter der Regie von William Dieterle, mit Jennifer Jones und Joseph Cotten in den Hauptrollen. „Portrait of Jennie“, geschrieben von Gordon Burdge und J. Russel Robinson, wurde daraufhin von dem Sänger Nat King Cole und in instrumentaler Form im Jazz neben Clifford Brown auch von Jay Jay Johnson, Barry Galbraith, Red Garland, Ramsey Lewis, Blue Mitchell, Don Byas, Freddie Hubbard und George Shearing interpretiert.

## Titelliste
- Ralph Peterson: The Art of War (Criss Cross Jazz – Criss 1206)[3]

1. The Art of War 6:09
2. Inner Sanctum (J. Pelt) 5:53
3. Freight Train 8:35
4. All My Tomorrows 6:49
5. Apocalypse (J. Pelt) 6:12
6. A Choice Not Taken 7:48
7. Smoke Rings 5:45
8. Portrait of Jenny (Burdge, Robinson) 10:38
9. Monief 9:20
10. Big Jimmy (O. Evans) 5:52

Sofern nicht anders angegeben, stammen alle Kompositionen von Ralph Peterson.

## Rezeption
David R. Adler verlieh dem Album in Allmusic drei Sterne und schrieb, diese Musik sei eng mit dem Post-Bop-Mainstream verbunden, gleichzeitig sehr hart, nicht nur dank Petersons großartigem Schlagzeugspiel, sondern auch dank der maßgeblichen Solos von Greene, Pelt und Evans – alle [um 2000] junge Talente, die es zu erleben gelte.
Nach Ansicht von C. Andrew Howan, der das Album in All About Jazz rezensierte, stehe die Musik des Quintetts in der Kontinuität seiner vorangegangenen Platten für Blue Note, wie Volition. Bei seinem ersten Album für Criss Cross Jazz nutze er die Gelegenheit, um eine junge Band vorzustellen. Mit den zumeist von ihm selbst stammenden Melodien elektrisiere der Schlagzeuger weiterhin mit seiner eigenen Einstellung zum Postbop-Idiom. Wie ein perfektes Clubgastspiel bewege sich The Art of War auf unterschiedliche Weise und gleiche Perioden intensiven und explorativen Swings mit innigeren und romantischeren Momenten aus. Es sei eine völlig ausgereifte Aussage eines Künstlers, der die Jazzsprache vorerst und hoffentlich in den folgenden Jahrzehnten immer wieder neu definiere.